# Françoise Henry (romancière)
 (septembre 2017).
Si vous disposez d'ouvrages ou d'articles de référence ou si vous connaissez des sites web de qualité traitant du thème abordé ici, merci de compléter l'article en donnant les références utiles à sa vérifiabilité et en les liant à la section « Notes et références ».
Françoise Henry est une écrivaine française née le 21 novembre 1959.

## Biographie
Françoise Henry, a passé son enfance à Pau, puis est montée à Paris poursuivre des études d'allemand. Elle a écrit son mémoire sur Les Cahiers de Malte Laurids Brigge de Rilke. Elle publie son premier roman en 1998, chez Calmann-Levy. Son sixième, roman, Le rêve de Martin, est finaliste au prix Fémina. Elle a publié onze romans et un recueil de nouvelles. Elle est aussi comédienne et joue notamment pour la radio ou en doublage de films.

## Sur quelques livres

### Le Rêve de Martin(2006)
« Mon vieux petit garçon de soixante-dix-sept ans, enfin je te prends par la main. » 
Le 9 mai 2005, un "patient", « un vieillard docile » (né le 20 novembre 1927) s'enfuit de son hospice. Le 9 mai 1940 est « la naissance de ma souffrance ».
À un peu plus de douze ans, « fin, intelligent, astucieux, débrouillard », Martin Petitjean (1927-) est « placé », logé-nourri, chez un couple d'agriculteurs sans enfant, les Badet, à 10 km de la ferme familiale. Cette décision du père, le Grand Louis, paysan, honnête, travailleur, coléreux, s'explique par la difficulté à nourrir six enfants, en plein exode, peut-être aussi par vengeance. La mère, Armande (née en 1902, morte dans les années 60), n'a plus revu ce fils : abandon, lâcheté, ou à peine entrevu au mariage de Léontine. La « famille amputée », c'est aussi Albert (1920 ou 1921), Rémond (1925-), Léontine (1932-), Marie (1935-), Petit Louis (1938-2005), qu'il faut élever contre les colères du père. Cette lourdeur de vie de femme, surtout à la campagne, ne fait pas oublier à Armande  la légèreté de la vie de jeune fille ni la joie de mettre au monde. Mais « le gâchis de la vie » ! Valet de ferme, battu par la patronne, sale, pingre, aigrie, « un vieux jeune homme jamais mûri », qu'elle peut observer, depuis le ciel... La solitude, le travail, la misère, l'abandon, mais aussi les voisins parisiens l'été, Lucette, la nièce Véronique, le personnel de l'hospice.

### Plusieurs mois d'avril(2011)
Féli, quarante ans et des poussières, est là, le 8 avril 1943 rue de Picpus (Paris), quand les hommes de la Gestapo sonnent et arrêtent Jacques (Richard), simple cheminot à la SNCF, chauffeur, puis mécanicien, vite entré dans les réseaux de résistance, Résistance-Fer : la prison de Fresnes, le linge, les colis, une lettre minuscule, une visite de deux minutes. Puis la déportation, à ne rien savoir avant 1945, sa mort à l'hôpital de Freising près de Munich. Ses quatre amis déportés rescapés lui fournissent quelques informations : Buchenwald, occupations, pièce de théâtre sur François Villon, poèmes, carnet disparu, évacuation le 8 avril 1945, feuillets arrachés, Deggendorf, Markt Schwaben, hameau de Kressiermühle, ferme de Klara Heller. 
Combien de mois d'avril elle y est allée, depuis 46, en train et autocar, sans puis avec leur fille, Jacqueline, 18 ans. En 1952, la dépouille de Jacques est rapatriée et honorée à Bourbon-Lancy. Et comme veuve de guerre de cheminot voyageant à titre gratuit, elle rend visite en avril aux quatre amis rescapés...
Nous la rencontrions dans la ferme de vacances de mes parents en Bresse, dans les années 70. À moi, née en 1960, elle faisait de petits cadeaux. Quand j'ai été étudiante en allemand à Paris, elle m'a chargée de traduire les cartes annuelles entre elle et Klara. Quand celle-ci est morte, à 93 ans, sa fille a pris la relève. Elle venait aussi voir Suzanne, ma grand-mère, la sœur aînée de Jacques, et quelques voyages à elles deux, en 83 ou 84. Quelques photos, dont la dernière, collective, à la ferme de Klara Heller. En 1988, mon père m'a transmis le dossier Jacques, que je n'ai osé ouvrir qu'en 1997. Lac d'Ismaning ou Speichersee, il a fallu essayer de décider ce qui était réel... Une Eurydice cherchant son Orphée.